# Aligena elevata
Aligena elevata är en musselart som först beskrevs av William Stimpson 1851.  Aligena elevata ingår i släktet Aligena och familjen Lasaeidae. Inga underarter finns listade i Catalogue of Life.